# トッレ・ディ・ルッジェーロ
トッレ・ディ・ルッジェーロ（イタリア語: Torre di Ruggiero）は、イタリア共和国カラブリア州カタンザーロ県にある、人口約1,000人の基礎自治体（コムーネ）。

## 地理

### 位置・広がり

#### 隣接コムーネ
隣接するコムーネは以下の通り。括弧内のVVはヴィボ・ヴァレンツィア県所属を示す。
- カピストラーノ (VV)
- カルディナーレ
- キアラヴァッレ・チェントラーレ
- サン・ニコーラ・ダ・クリッサ (VV)
- シンバーリオ (VV)
- ヴァッレロンガ (VV)